# Artemis Fowl 3: Neskončna šifra
Artemis Fowl 3: Neskončna šifra je tretja knjiga iz serije o Artemisu Fowlu II. Tudi v tem delu, se bori na strani vilinov.

## Zgodba
Artemis se odloči še za zadnji kriminalski podvig. S pomočjo vilinje tehnologije je izdelal K kocko ali kraljevsko kocko. To je tehnologija, katera je kakih 20 let pred ostalo človeško tehnologijo. S to kocko je Artemis hotel izsiljevati Jona Spira. A on ga je pretental in mu je ukradel kocko. Artemis se je na to pripravil ter onesposobil vse, razen Spirovega varuha Arno Blunta. Ta je smrtno ranil Butlerja, a ga je kasneje rešila vilinja magija. A kocko je vseeno dobil Spiro, to pa je pomenilo nevarnost za vile. Zato so vile pomagale Artemisu, da jo je dobil nazaj. Na koncu knjige so vile Artemisu izbrisale spomin, a je Artemis vseeno pripravil par ukan, katere naj bi mu pozneje vrnile spomin.

## Osebe v zgodbi
- Artemis Fowl II

- Butler

- Julija Butler

- Stotnica Marjeta Mali

- Gnoj Kopač

- Kentaver Kljusač

- Jon Spiro

- Arno Blunt

## Podatki o slovenski izdaji
Knjigo je prevedla Urška Vogrinc. Izdala jo je Založba Mladinska knjiga leta 2004 (original je bil izdan leta 2003), v zbirki Srednji svet. Pisatelj je v posvetilo napisal: Družini Power   vsem sorodnikom in izobčencem.